# Tornei di tennis femminili nel 1899
Prima della nascita del WTA Tour, ossia l'apertura alle tenniste professioniste dei tornei che prima di quell'anno erano riservati alle tenniste dilettanti, tutti gli eventi più importanti erano amatoriali, tra questi c'erano i tornei del Grande Slam: il Campionato francese di tennis, il Torneo di Wimbledon e gli U.S. National Championships.

## Gennaio
Nessun evento

## Febbraio
Nessun evento

## Marzo
Nessun evento

## Aprile
Nessun evento

## Maggio
Nessun evento

## Giugno
| Settimana | Torneo                                                              | Vincitore                                | Finalista                    | Semifinalisti | Eliminati ai quarti |
| --------- | ------------------------------------------------------------------- | ---------------------------------------- | ---------------------------- | ------------- | ------------------- |
| giugno    | Campionato francese di tennis 1899 Parigi, Francia Singolare        | Adine Masson                             |                              |               |                     |
| 11 giugno | Kent Championships 1899 Beckenham, Gran Bretagna Singolare - Doppio | Edith Austin 1-6 7-5 6-2                 | Charlotte Cooper             |               |                     |
| 11 giugno | Kent Championships 1899 Beckenham, Gran Bretagna Singolare - Doppio |                                          |                              |               |                     |
| 24 giugno | U.S. National Championships 1899 Filadelfia, USA Singolare - Doppio | Marion Jones 6-1, 6-1, 7-5               | Maud Banks                   |               |                     |
| 24 giugno | U.S. National Championships 1899 Filadelfia, USA Singolare - Doppio | Jane Craven Myrtle McAteer 6-1, 6-1, 7-5 | Maud Banks Elizabeth Rastall |               |                     |
| 27 giugno | Torneo di Wimbledon 1899 Londra, Gran Bretagna Singolare            | Blanche Bingley 6-2, 6-3                 | Charlotte Cooper             |               |                     |

## Luglio
Nessun evento

## Agosto
Nessun evento

## Settembre
Nessun evento

## Ottobre
Nessun evento

## Novembre
Nessun evento

## Dicembre
| Settimana   | Torneo                                                                       | Vincitore                                              | Finalista               | Semifinalisti | Eliminati ai quarti |
| ----------- | ---------------------------------------------------------------------------- | ------------------------------------------------------ | ----------------------- | ------------- | ------------------- |
| 26 dicembre | New Zealand Championships 1899 Palmerstown, Nuova Zelanda Singolare - Doppio | Kathleen Mary Nunneley 6-2 6-1                         | Miss Simpson            |               |                     |
| 26 dicembre | New Zealand Championships 1899 Palmerstown, Nuova Zelanda Singolare - Doppio | Miss Harman Kate Nunneley 6-0 6-2                      | Mrs Payne Lucy Powdrell |               |                     |
| 26 dicembre | New Zealand Championships 1899 Palmerstown, Nuova Zelanda Singolare - Doppio | Doppio misto: Francis Fisher Kate Nunneley 6-3 6-8 6-0 | C. Cox Miss Simpson     |               |                     |

## Senza data
| Settimana | Torneo                                                      | Vincitore     | Finalista                 | Semifinalisti | Eliminati ai quarti |
| --------- | ----------------------------------------------------------- | ------------- | ------------------------- | ------------- | ------------------- |
|           | Ojai Valley Championships 1899 Ojai, USA Singolare - Doppio | Violet Sutton | non conosciuta (bandiera) |               |                     |
|           | Ojai Valley Championships 1899 Ojai, USA Singolare - Doppio |               |                           |               |                     |